# Nyctemera fasciata
Nyctemera fasciata är en fjärilsart som beskrevs av Walker 1856. Nyctemera fasciata ingår i släktet Nyctemera och familjen björnspinnare. Inga underarter finns listade i Catalogue of Life.